# Kabel (Hagen)

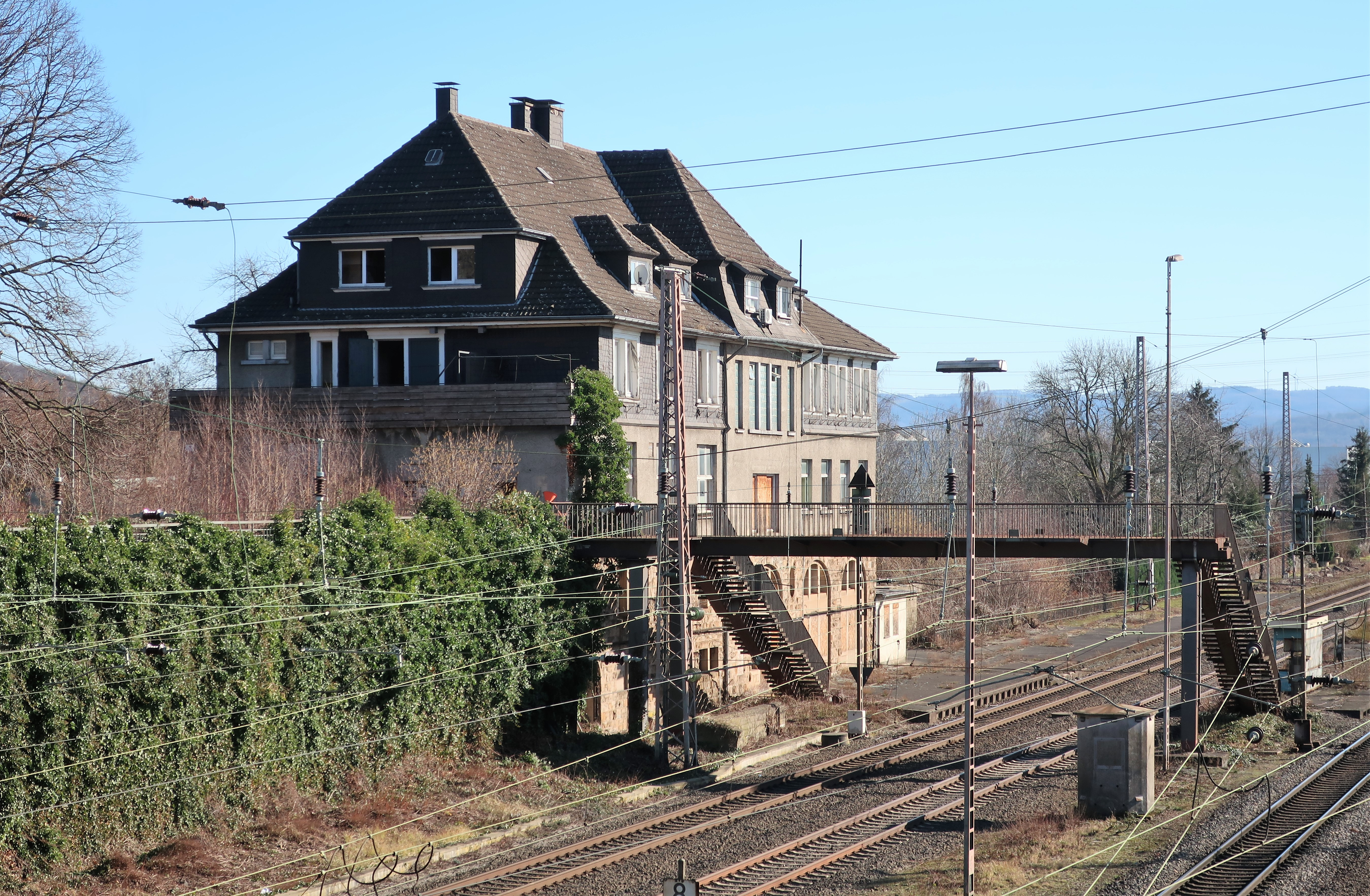
Ehemaliger Bahnhof Hagen-Kabel

Kabel ist ein Ortsteil des Stadtbezirks Hagen-Nord der Stadt Hagen. Er bildet zusammen mit dem Ortsteil Bathey einen Statistischen Bezirk.
Am 31. Dezember 2018 lebten 5296 Einwohner im Wohnbezirk Kabel/Bathey, in Kabel mit dem überwiegend größeren Anteil.

## Geografie
Kabel liegt auf flachem Gelände linksseitig der Lenne mit dem Naturschutzgebiet Lenneaue Kabel und grenzt östlich an den Stadtteil Garenfeld, südlich an den Ortsteil Helfe, westlich an den Stadtteil Boele und nördlich begrenzt durch die Bundesautobahn 1 (mit Anschlussstelle Hagen-Nord) an den Ortsteil Bathey, südlich vom Hengsteysee gelegen.

## Geschichte
Kabel ist einer der jüngsten Hagener Ortsteile. Die älteste Nachricht über die Bezeichnung „am Cabel“ war im Jahr 1718 als die von Syberg vom Hause Busch eine Holzbrücke über die Lenne anlegen ließen. Vorher hatte es hier eine Fähre gegeben, ein mit einem Tau (am Cabel) hin- und hergeführten Kahn, der durch Eisgang zerstört worden war. 
Die Gefahr der Überschwemmung hat es wohl verhindert, dass sich früher hier eine größere Siedlung bildete. Daher blieb das Gebiet an der Lennemündung lange still und einsam und der dem Wasser nahe Wiesengrund war eher für Viehweiden als für Wohnungen geeignet. 
Durch die Fortschritte von Verkehr und Industrie trat Kabel um die Mitte des 19. Jahrhunderts mehr und mehr in den Vordergrund des Wirtschaftslebens. 1844 wurde die Schwerter Straße gebaut und damit die uralte Heerstraße, der Hellweg, von dem Helfe seinen Namen hat, fast stillgelegt.

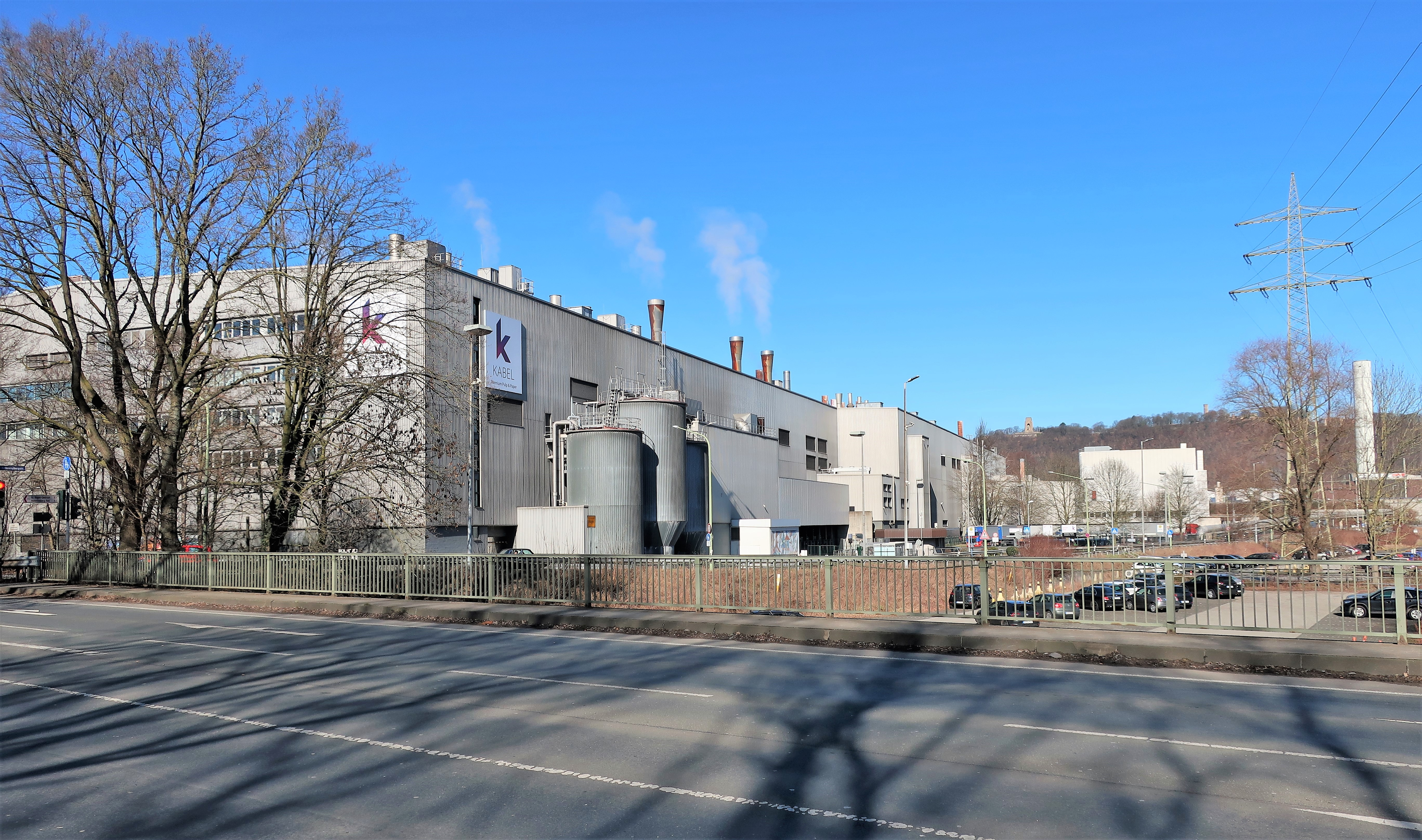
Blick auf die Papierfabrik Kabel

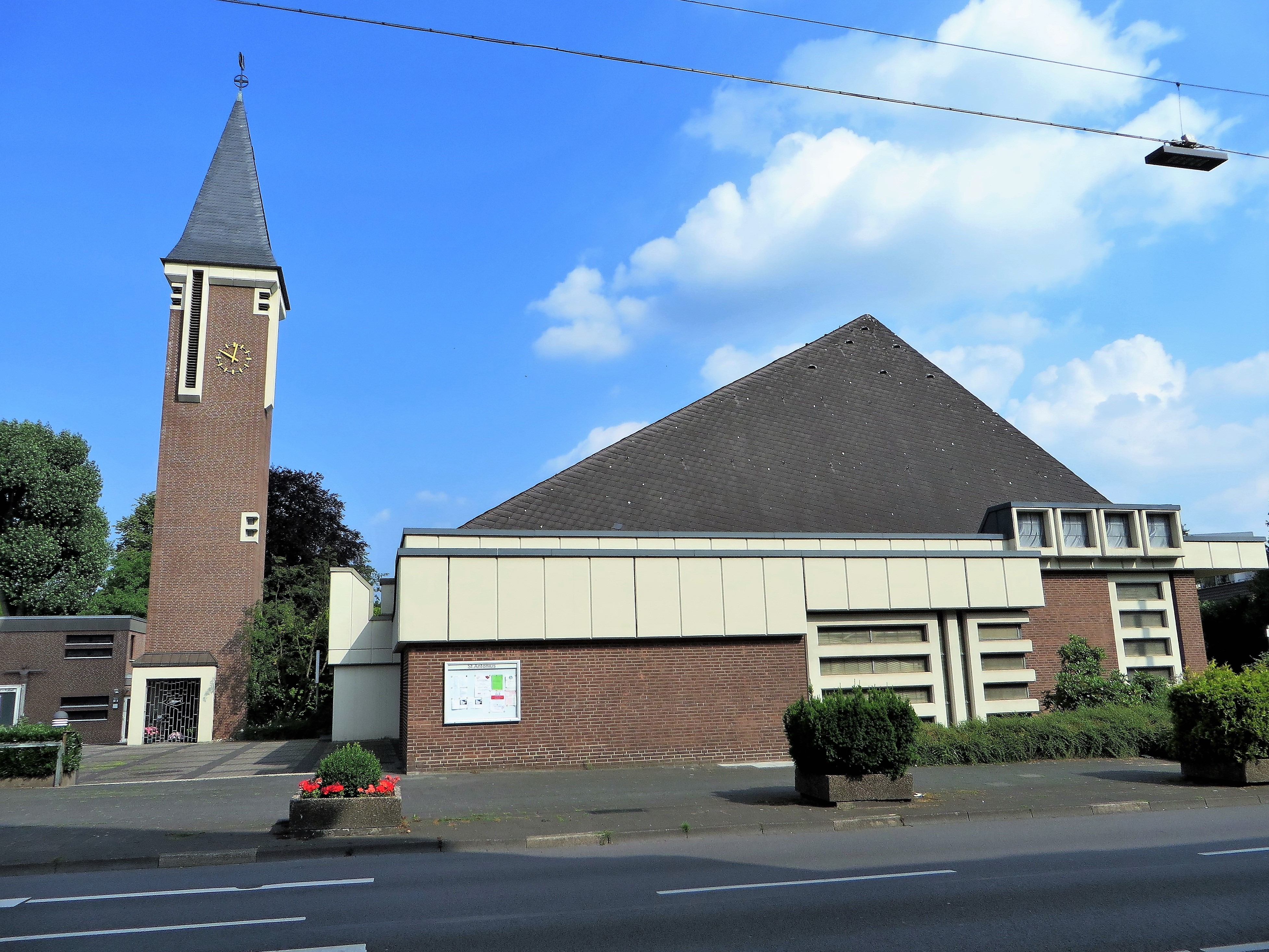
Kath. St. Antonius-Kirche in Kabel

Im Jahre 1859 erhielt Kabel einen Bahnhof an der Ruhr-Sieg-Strecke. Ein neues Empfangsgebäude wurde 1912/14 errichtet. Während der Güterbahnhof heute noch besteht, wurde der Personen-Bahnhof 1993 stillgelegt und das Bahnhofsgebäude 2022 abgerissen. Die Gemeinde Boele erwirkte den Bau einer Straßenbahnlinie (Linie 7) von Hagen nach Kabel, die im November 1902 in Betrieb ging. Nach 75 Jahren wurde der Straßenbahnbetrieb 1976 eingestellt und auf Omnibusverkehr umgestellt. Ein erstes eigenes Postgebäude wurde in den Jahren 1909/10 in Kabel gebaut.
Die größeren Arbeits- und Verdienstmöglichkeiten zogen im Laufe der Zeit immer mehr Neusiedler nach Kabel. Im Jahr 1869 wurde die Steinhaus'sche Fabrik gegründet, der dann die Papierfabrik Klagges folgte, die noch heute als Papierfabrik Kabel (gegr. 1896) besteht. Aktuell werden hier 450.000 t gestrichene Druckpapiere jährlich produziert. Die Maschinenbaufirma „Vogel & Schemmann AG“ (gegr. 1893 in Kabel) besteht heute in Halden. Der Spannbuchsenhersteller „Wilhelm Hedtmann GmbH“ wurde 1901 gegründet. Das von 1905 bis 1965 bestehende „Stahlwerk Kabel C. Pouplier“ am Bahnhof Kabel entwickelte sich damals zu einem der bedeutendsten Unternehmen seiner Branche. Heute befinden sich in Kabel außerdem noch das „Druckzentrum Funke Druck GmbH“, das „Heizkraftwerk Hagen-Kabel“, die „ERNST-Apparatebau GmbH“ und im Industriegebiet Feldmühlenstraße das Kaltwalzwerk „Bandstahl Schulte & Co, GmbH“, Federnwerk „Möller & Röding GmbH“ und die „Westfa Energy GmbH“ sowie in der Buschmühlenstraße das Werk Kabel der Wälzholz-Gruppe (Kaltbandhersteller).
Während der Nazi-Herrschaft gab es in Kabel zwölf Unternehmen die ausländische Arbeitskräfte und Zwangsarbeiter beschäftigten.
Nach Ende des Zweiten Weltkrieges musste der gesamte Ortsteil Kabel mit 420 Wohnungen auf Anordnung der Militärregierung für die Unterbringung von Fremdarbeitern (Polen und Italiener) sowie in der Siedlung auf dem Böhfeld rund 180 Wohnungen für Serben geräumt werden. Die betroffenen Bewohner hatten ihre Wohnungen teilweise innerhalb von nur wenigen Stunden zu verlassen. Kein Deutscher durfte die Sperrzone betreten. Erst im September 1947 wurden die letzten Haushaltungen wieder freigegeben.
Die römisch-katholische Kirche St. Antonius von Padua in der Schwerter Straße 233 wurde 1973/74 erbaut. Sie ist Pfarrei für die Ortsteile Kabel, Bathey und Garenfeld. Die evangelische Petruskirche in der Külpestraße 18 wurde 1976 eingeweiht. Sie gehört zur ev. Melanchton-Kirchengemeinde Hagen.
In früheren Zeiten zählte Kabel zur Gemeinde Boele und diese zum Amt Boele. Am 1. August 1929 wurde Boele nach Hagen eingemeindet.

## Vereine
- Basketball Boele-Kabel e.V. (gegr. 1974)
- Turn- und Spielverein TSV Kabel 1882 e.V.
- Sportvereinigung SV Boele-Kabel v. 1882 e.V.